# نشان سن سیلوستر
نشان سن سیلوستر (لاتین: Ordo Sancti Silvestri Papae) یکی از پنج نشان شوالیه است که مستقیماً توسط پاپ به عنوان پاپ عالی و رئیس کلیسای کاتولیک و به عنوان رئیس کشور شهر واتیکان اعطا می‌شود.
در اهدای این شنان در نظر گرفته شده‌است که از افراد غیر روحانی کاتولیک رومی که به‌طور فعال در زندگی کلیسا مشارکت دارند، تقدیر شود، به ویژه کسانی که در انجام وظایف حرفه‌ای و تسلط بر هنرهای مختلف نمونه هستند. همچنین به غیر کاتولیک‌ها اعطا می‌شود و در بریتانیا دریافت‌کنندگان کنونی شامل انگلیسی‌ها، مسلمانان و یهودیان برجسته هستند.
جوایز عموماً به توصیه اسقف‌های اسقف‌نشین یا نونسیوهای برگزیده می‌شود (کاهنان محله می‌توانند برای بررسی اسقف خود نامزد شوند). جوایز نیز به توصیه وزیر امور خارجه پاپ اعطا می‌شود. پاپ ژان پل دوم عضویت در در آن را به بانوان و آقایان گسترش داد.